# 文瀛湖街道
文瀛湖街道是中华人民共和国山西省大同市平城区下辖的一个街道。

## 建置沿革
- 2021年3月，设立文瀛湖街道。以原水泊寺乡的永固、西京、华北星、富力4个社区居委会和马家堡、泗家庄、曹夫楼、齐家坡、水泊寺5个村委会的行政区域为文瀛湖街道的行政区域。[2]
- 2021年6月9日，成立3个社区（学苑、瑞湖、文瀛），同时按照人口和面积科学合理划分社区管理服务区域。[3]

## 行政区划
文瀛湖街道下辖永固、西京、华北星、富力4个社区居委会和马家堡、泗家庄、曹夫楼、齐家坡、水泊寺5个村委会。
2021年6月9日文瀛湖街道优化调整后设5个村（马家堡村、泗家庄村、曹夫楼村、齐家坡村、水泊寺村）7个社区（永固、西京、华北星、富力、学苑、瑞湖、文瀛）。